# Stephen Cole Kleene
Stephen Cole Kleene (5. ledna 1909, Hartford – 25. ledna 1994, Madison) byl americký matematik a logik, který svou prací pomohl položit základy matematické informatiky.
Spolu s Alonzo Churchem, Alanem Turingem, Emilem Postem či Kurtem Gödelem je považován za zakladatele specifické větve matematické logiky, a to tzv. teorie rekurzivních funkcí. Obzvláště významná je jeho práce v teorii vyčíslitelnosti. Je po něm pojmenovaných několik matematických konceptů, např. Kleeneho hierarchie, Kleeneho algebra, nebo Kleeneho hvězdička (také nazývána iterace nebo Kleeneho uzávěr) a s ní úzce související Kleeneho plus (kladná iterace). Také vynalezl regulární výrazy a spolu s Alonzo Churchem i lambda kalkul. Jeho jméno nesou i Kleeneho s-m-n věta a Kleeneho-Rosserův paradox. Byl také průkopníkem intuicionizmu.
Správná výslovnost jména Kleene je / kleɪni ː / (jako anglické "clay-knee"), ne / kli ː ni ː / nebo / kli ː n /. Jeho syn, Ken Kleene k tomu řekl:
| „ | Pokud je mi známo, tato výslovnost je nesprávná ve všech existujících jazycích. Podle mě tuto novátorskou výslovnost vynalezl můj otec. | “ |

## Život
Kleene se narodil v roce 1909, v Hartfordu v Connecticutu. Studoval na Amherst College, kde v roce 1930 získal titul bakaláře, později na Princetonské univerzitě, kde v roce 1934 získal i doktorát (PhD). Jeho disertační práci s názvem A Theory of Positive Integers in Formal Logic (Teorie přirozených čísel ve formální logice) vedl jako školitel Alonzo Church. Ve třicátých letech pomohl k rozvoji lambda kalkulu, který vynalezl Church, takovou měrou, že dnes bývá považován i za jeho spoluzakladatele. V roce 1935 začal pracovat na katedře matematiky Wisconsinské-Madisonské univerzity, kde strávil většinu svého profesionálního života. Během Druhé světové války působil v americké armádě.
Kleeneho výuka na Wisconsinské-Madisonské univerzity v oblasti matematické logiky vyústila do třech knih: Introduction to metamathematics (Úvod do metamatematiky) (1952), The Foundations of intuitionistic Mathematics (Základy intuicionistické matematiky) (1965 ; spolu s Richardem Eugenem Vesleym) a Mathematical Logic (Matematická logika) (1967). V první z těchto knih Kleene uveřejnil významný alternativní důkaz Gödelovy věty o neúplnosti a druhá je považována za klasický titul o intuicionistické logice.
Kleene měl se svou manželkou Nancy Elliottovou čtyři děti. Po celý život se věnoval rodinné farmě v Maine. Věnoval se také horolezectví a kanoistice, zajímal se o přírodu a životní prostředí, byl aktivním ochráncem přírody.
Roku 1990 získal National Medal of Science.